# Palazzo Como

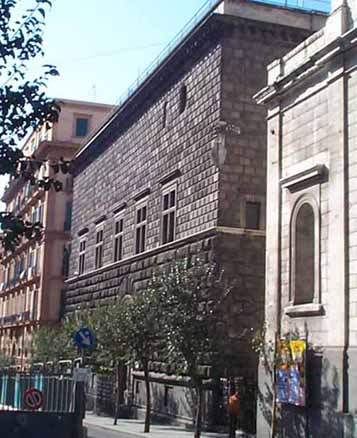
Fasada Palazzo Como

Palazzo Como – muzeum w Neapolu, w południowych Włoszech. Jego renesansową fasadę otwiera Via Duomo, nieco na północ od przecięcia bulwaru Corso Umberto, która biegnie przez centrum miasta.
Był wybudowany w latach 1464–1490 przez toskańskich rzemieślników dla neapolitańskiego kupca Angelo Como, ulubionego sądu. W budynku jest więc, jak wiadomo, Palazzo Como. Był sprzedany w 1587 i został przyjęty do sąsiedniego klasztoru. W 1881-82, trakcie budowy i rozbiórki Neapolu, cały budynek został rozebrany i przeniesiony z powrotem około 20 metrów. Od tej daty budynek jest siedzibą Muzeum Filangieri. Muzeum pokazuje asortymenty broni, porcelany i kostiumy. Muzeum jest zamknięte dla napraw i wiele z eksponatów czasowo wystawiane są w Castel Nuovo.